# SEPECAT Jaguar

SEPECAT Jaguar (báo đốm SEPECAT) là một máy bay cường kích được Anh và Pháp hợp tác sản xuất, hiện nay nó vẫn còn hoạt động trong một số quân đội các quốc gia như Không quân Ấn Độ và Không quân Hoàng gia Oman. Nó là một trong số những máy bay quan trọng đầu tiên trong chương trình máy bay quân sự giữa Anh-Pháp. SEPECAT Jaguar được dùng làm một trong số những máy bay cường kích/tấn công chính trong Không quân Pháp cho đến khi rời bỏ khỏi biên chế vào 1 tháng 7 năm 2005 (khi Dassault Rafale thay thế SEPECAT Jaguar) và tại Không quân Hoàng gia Anh là đến hết tháng 4 năm 2007. Chiếc Jaguar của RAF thực hiện chuyến bay cuối cùng của nó vào 30 tháng 4 năm 2007, nó ngừng triển khai trong các đơn vị không quân và khi Phi đội số 6 rút chúng khỏi biên chế, tuy nhiên các chuyến bay vẫn còn được tiếp tục. Ít nhất hai chiếc vẫn còn tiếp tục bay cho hãng QinetiQ tại Boscombe Down sau khi Phi đội số 6 rút chúng khỏi biên chế hoạt động.

## Phát triển

### Bối cảnh
Chương trình Jaguar bắt đầu vào đầu thập kỷ 1960, đây là một câu trả lời đáp lại yêu cầu của Anh cho một máy bay huấn luyện phản lực siêu âm cao cấp, và yêu cầu của Pháp cho một máy bay tấn công và huấn luyện dưới tốc độ âm thanh có giá thành rẻ và hiệu năng tốt trong phạm vi chiến trường hẹp. Từ những mục tiêu rõ ràng khác nhau đã dẫn đến một máy bay có phiên bản được trang bị đầy đủ khác với một phiên bản trang bị hạn chế: cao nghệ cao áp dụng tương đối, siêu âm, và được tối ưu hóa cho khả năng tấn công mặt đất trong điều kiện nguy hiểm cao. Nó được dự kiến như một sự thay thế cho máy bay Hawker Hunter của RAF và F-100 Super Sabre của Armée de l'Air (không quân Pháp).
Những sự điều đình theo các đường lối khác nhau đã dẫn tới sự hình thành của SEPECAT (Société Européenne de Production de l'Avion d'École de Combat et d'Appui Tactique) vào năm 1966 như một sự hợp tác mạo hiểm giữa Bréguet—hiện này là Dassault Aviation—và British Aircraft Corporation, để sản xuất khung máy bay, và một nhóm tách rời của Rolls-Royce và Turboméca để phát triển động cơ phản lực cánh quạt đẩy đốt nhiên liệu lần hai Adour. Tuy dựa vào một phần nào của Breguet 121, sử dụng cùng hình dạng cơ bản và một thiết kế có tính đổi mới của Pháp đối với hệ thống bánh đáp, Jaguar được xây dựng hợp nhất với các bộ phận được thiết kế bởi BAC - đáng chú ý là cánh và phương án tạo lực nâng lớn.
Nguyên mẫu đầu tiên trong 8 chiếc đã bay vào 8 tháng 9 năm 1968. Nó là thiết kế một chỗ ngồi chính thống, cánh cụp, hai động cơ nhưng với bộ bánh đáp khá cao. Nó có một trọng lượng cất cánh cực đại là 15 tấn và có thể hoạt động trong bán kính chiến đấu với nhiên liệu bên trong là 850 km. Tốc độ tối đa là Mach 1.6 (Mach 1.1 trên biển) và giá treo vũ khí có thể mang đến 10.000 lb (4.500 kg) vũ khí.

### Thay thế
Mẫu máy bay này đã được nâng cấp một số lần và tiếp tục hoạt động trong các đơn vị của Ấn Độ và Oman. Nó sẽ được thay thế bởi Eurofighter Typhoon trong RAF và Rafale trong Armée de l'Air (không quân Pháp). Trong kế hoạch của Ấn Độ, nước này có teher thay thế các phi đội Jaguar của mình bằng Medium Combat Aircraft.
Những yêu cầu của Bộ tài chính Vương quốc Anh đòi hỏi cắt bớt ngân sách quốc phòng dẫn đến thông báo rằng Jaguar sẽ là một ứng cử viên khả dĩ có thể sớm bị rút khỏi biên chế. Việc công bố những kế hoạch trong tương lai của Quân đội Anh vào 21 tháng 7 năm 2004, thư ký bộ trưởng quốc phòng Anh Geoff Hoon đã nêu những chi tiết của kế hoạch rút Jaguar khỏi biên chế vào năm 2007. Và thời gian này được ấn định vào 30 tháng 4 năm 2007.
.
Những nhà phê bình nói máy bay đã gần kết thúc tuổi thọ sử dụng của nó và không có khả năng để đáp ứng những yêu cầu của một máy bay phản lực chiến đấu hiện nay. Những đề xuất được tranh luận nói rằng máy bay mới được nâng cấp gần đầy và là chi phí có hiệu quả nhất trong tất cả các máy bay phản lực của RAF.
Ấn Độ đã hiện đại hóa những phi đội Jaguar hiện nay của mình và đã đặt hàng bổ sung nâng cấp 29 chiếc Jaguar IM từ Hindustan Aeronautics vào năm 2005. Medium Combat Aircraft (MCA) sẽ được sản xuất hàng loạt vào năm 2015 và sẽ thay thế những phi đội Jaguar hiện này của Ấn Độ. Không quân Ấn Độ sử dụng hai kiểu khác nhau của động cơ Rolls Royce/Turbomeca là Mk804E và Mk811 (được sản xuất theo giấy phép bởi HAL), động cơ Mk811 có thể sẽ được nâng cấp thành Mk821, động cơ này sẽ kết hợp với một số cải tiến nâng cấp khác rút ra từ kinh nghiệm của Jaguar thuộc RAF vào 5 năm trước. Điều này sẽ cho phép không quân Ấn Độ có một máy bay có năng lực hơn trong hoạt động không chiến tầm trung và tầm xa. Những động cơ này có thể cũng được chia sẻ những bộ phận tương tự của Adour Mk871 mà được trang bị trên những chiếc BAE Hawk thuộc Không quân Ấn Độ được BAES cung cấp.

## Các giá treo vũ khí trên cánh
Jaguar International (cùng với Lightning) được cung cấp các giá treo trên cánh. Lắp được các tên lửa không đối không tầm gần như Matra R550 Magic hoặc AIM-9 Sidewinder (xem ảnh). Tùy chọn này đã giải phòng những giá treo ở dưới cánh để dành cho các loại vũ khí khác. Những chiếc Jaguar của RAF được trang bị các giá treo trên cánh trong Chiến dịch Granby vào năm 1990 trong Chiến tranh vùng Vịnh, nhưng những chiếc Jaguar của Pháp lại không được trang bị các giá treo ngoài cánh này. Những chiếc Jaguar 97 của RAF có thể mang được tên lửa AIM-132 ASRAAM trên giá treo trên cánh, nhưng việc hoàn thành loại tên lửa này không bao giờ được hoàn tất để trang bị cho các máy bay.

## Lịch sử hoạt động

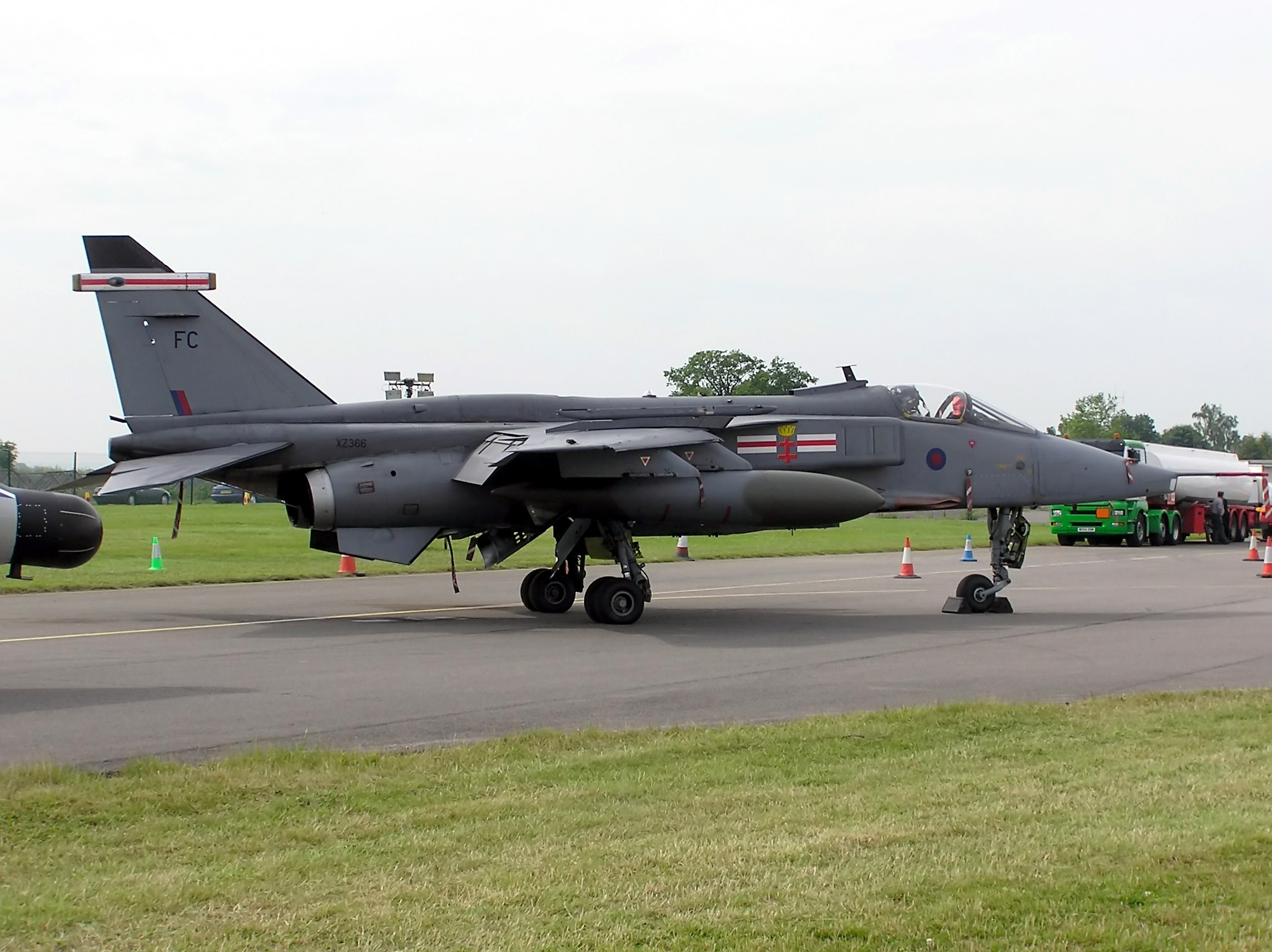
Jaguar GR3A của RAF

Armée de l'Air (không quân Pháp) nhận những chiếc Jaguar đầu tiên vào năm 1973 trong tổng số 160 chiếc Jaguar A một chỗ ngồi. Với kiểu Jaguar dành cho huấn luyện chuyển đổi, Pháp đã nhận 40 chiếc Jaguar E hai chỗ ngồi. Sau khi Breguet bị mua lại bởi hãng Dassault, phiên bản Jaguar M đã được đề xuất, một phiên bản trên tàu sân bay cho hải quân Pháp, nhưng đã bị hủy bỏ vì lợi ích của Dassault Super Étendard.
RAF chấp nhận đợt giao hàng đầu tiên trong tổng số 165 chiếc Jaguar GR.1 một chỗ (hay Jaguar S) trang bị cho 54 phi đội vào năm 1974. Sau đó còn được bổ sung 35 chiếc huấn luyện hai chỗ, Jaguar T2 (hay Jaguar B theo tên gọi của nhà sản xuất). Jaguar S và B có hệ thống tấn công/dẫn đường hoàn thiện hơn so với phiên bản A và E được sử dụng trong Armée de l'Air, nó được trang bị pháo ADEN 30 mm thya cho pháo DEFA 533 30 mm. Một vài chiếc Jaguar của RAF được sử dụng triển khai và tiếp viện cho các khu vực một cách nhanh chóng, hoạt động trong phi đoàn Coltishall, và các đơn vị khác trong vai trò tấn công hạt nhân từ căn cứ RAF Bruggen. Những chiếc Jaguar một chỗ gần đây của RAF chỉ hoạt động trong vai trò tấn công, và đã nhanh chóng bị thay thế bởi những chiếc Tornado.
Vào tháng 12 năm 1983, 75 chiếc Jaguar của RAF đã được nâng cấp thành tiêu chuẩn GR.1A và T.2A với hệ thống dẫn đường và tấn công FIN1064 thay thế cho hệ thống cũ là NAVWASS. Vào cùng khoảng thời gian đó, đa số những chiếc Jaguar đã được thay động cơ bằng loại Adour 104. Vào năm 1994, 10 chiếc GR.1A và 2 chiếc T.2A đã được nâng cấp để có thể mang được thiết bị chỉ điểm laser TIALD và có tên gọi là GR.1B hay T.2B theo thứ tự.
Việc nâng cấp lên tiêu chuẩn GR.3A (cũng còn được biết đến như Jaguar 97) được thực hiện với việc đưa vào sử dụng thiết bị TIALD LDP tương thích cho cả phi đội, cung cấp cho thiết bị trinh sát số EO GP1 (JRP), một thiết bị hiển thị trên mũ phi công, buồng lái kính với màn hình hiển thị AMLCD lớn và một HUD mới, bộ điều khiển tay mới và cần stick mới, GPS, TERPROM Terrain Referenced Navigation, một đường truyền dữ liệu Improved Data Modem, và tích hợp cải tiến kính nhìn ban đêm. GR.3 (Jaguar 96) được chuyển giao cho các đơn vị theo ba tiêu chuẩn, trinh sát, tấn công và TIALD, nhưng sau đó tất cả đã được chuyển đổi thành tiêu chuẩn Jaguar 97/GR.3A. Tất cả những chiếc GR.3A sau đó được thay động cơ mới bằng loại Adour 106. Một số máy bay huấn luyện T-2 cũng được nâng cấp thành tiêu chuẩn Jaguar 96 và có tên gọi mới là T.4.

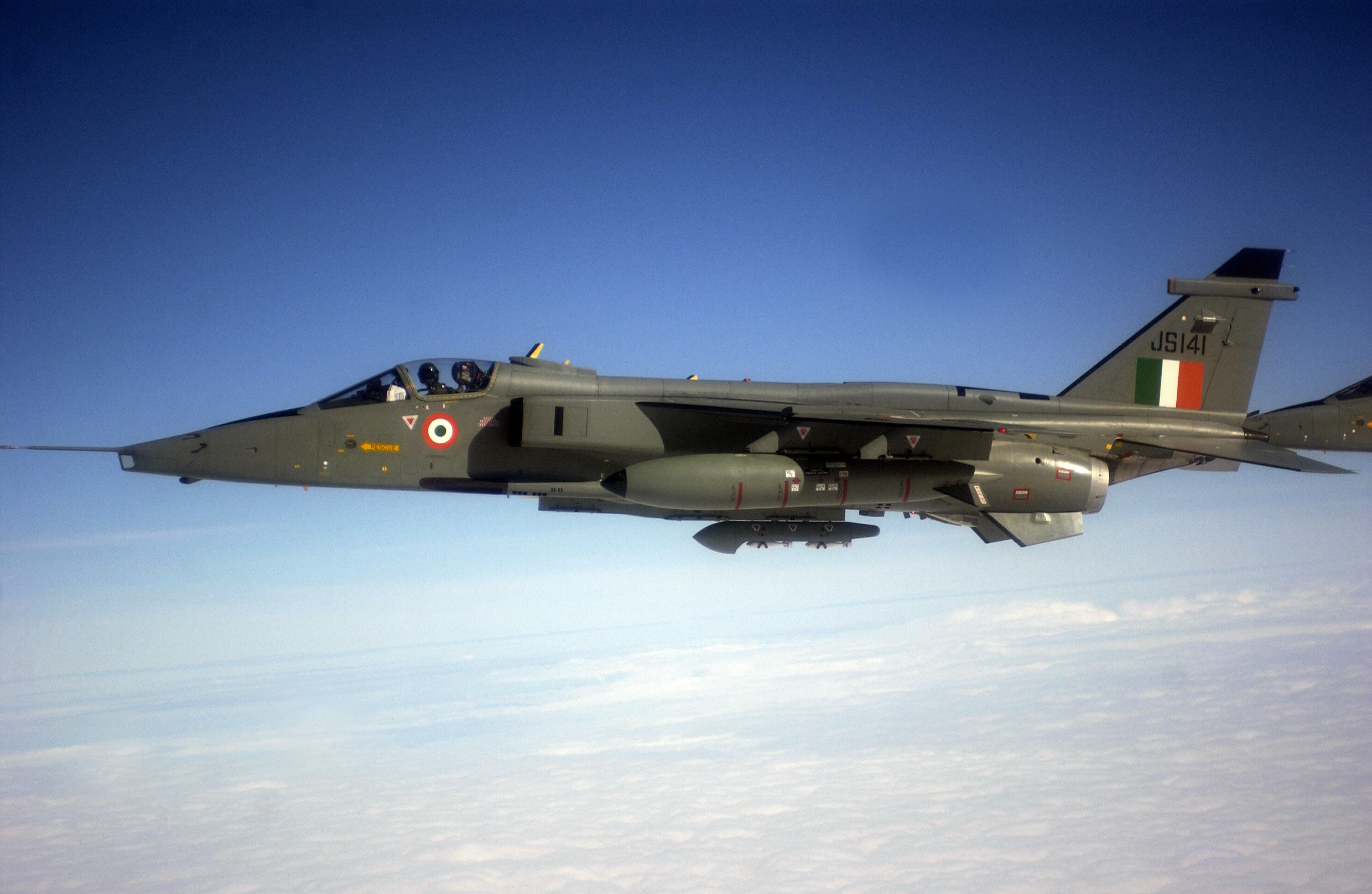
Jaguar của Không quân Ấn Độ trong cuộc tập trận Cope Thunder tại Alaska.

Những chiếc Jaguar cũng được xuất khẩu cho các nước khác với một số thành công nào đó. Khách hàng lớn nhất của Jaguar là Ấn Độ, họ đã mua khoảng 40 chiếc và cũng mua giấy phép để sản xuất thêm 100 chiếc nữa tại Ấn Độ. Công ty Hindustan Aeronautics Limited là công ty hàng không vũ trụ hàng đầu của Ấn Độ đã chế tạo 100 chiếc Jaguar dưới tên gọi Shamsher. Jaguar International cũng được xuất khẩu cho Ecuador, Nigeria và Oman. Những chiếc Jaguar của Oman cũng được nâng cấp thành tiêu chuẩn GR3A đầy đủ và hoạt động trong Phi đội số 20 và số 8 của Không quân Hoàng gia Oman.
Jaguar đã xuất hiện trong các trận không chiến tại Chiến tranh vùng Vịnh lần đầu năm 1991 trong các phi đội của Armée de l'Air và RAF, Chiến tranh Balkan với RAF, Chiến tranh Kosovo với Armée de l'Air và Chiến tranh Kargil trong Không quân Ấn Độ. Tuy nhiên, trong Chiến tranh vùng Vịnh 1991, những chiếc Jaguar của RAF đã hoạt động với những chiếc Bucanner cũng được nâng cấp với TIALD.
Một chiếc Jaguar đã được chuyển đổi thành Jaguar Active Control Technology (ACT) với hệ thống điều khiển lái fly-by-wire và những thay đổi khí động học đối với khung máy bay. Khả năng cơ động được cải tiến nhờ vào thử nghiệm khí động học và những dữ liệu thử nghiệm này đã được sử dụng để phát triển Eurofighter Typhoon.

## Các phiên bản

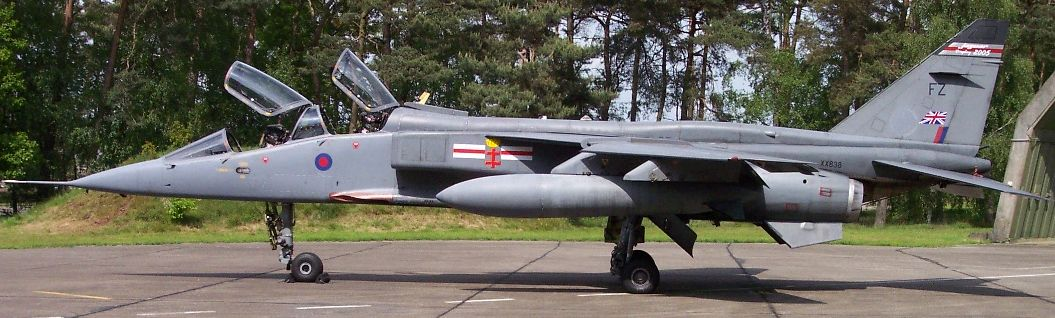
Một chiếc Jaguar T.Mk 4 huấn luyện hai chỗ của Không quân Hoàng gia Anh

- Jaguar A: Phiên bản tiêm kích/cường kích, tấn công chiến thuật mọi thời tiết có một chỗ ngồi cho Không quân Pháp, hai nguyên mẫu và 160 chiếc được chế tạo.
- Jaguar B hay Jaguar T.Mk 2: Phiên bản huấn luyện hai chỗ cho RAF, một nguyên mẫu và 38 chiếc được chế tạo.
  - Jaguar T.Mk 2A: Jaguar T.Mk 2 nâng cấp tương tự như GR.Mk 1A (xem bên dưới), 14 chiếc được chuyển đổi từ T.Mk 2.
  - Jaguar T.Mk 2B: Hai chiếc Jaguar T.Mk 2A được trang bị khả năng TIALD.
  - Jaguar T.Mk 4: Jaguar T.Mk 2A nâng cấp thành tiêu chuẩn Jaguar 96.
- Jaguar E: Phiên bản huấn luyện hai chỗ cho Không quân Pháp, hai nguyên mẫu và 40 chiếc được chế tạo.
- Jaguar S hay Jaguar GR.Mk 1: Phiên bản tiêm kích/cường kích, tấn công chiến thuật mọi thời tiết có một chỗ ngồi cho RAF, 165 chiếc được chế tạo.
  - Jaguar GR.Mk 1A: Jaguar GR.Mk 1 với hệ thống dẫn đường, kim loại gây nhiễu/pháo sáng, nâng cấp khả năng mang ECM và Sidewinder, 75 chiếc được chuyển đổi từ GR.Mk 1.
  - Jaguar GR.Mk 1B: 10 chiếc GR.Mk 1 được sửa đổi để mang TIALD.
  - Jaguar GR.Mk 3: Jaguar 96 nâng cấp điện tử hàng không để thành GR.Mk 1A/B.
  - Jaguar GR.Mk 3A: Jaguar 97 nâng cấp điện tử hàng không để thành GR.Mk 3.
- Jaguar M: Nguyên mẫu tấn công hải quân một chỗ cho Hải quân Pháp, một chiếc được chế tạo.
- Jaguar Active Control Technology: Một chiếc Jaguar được chuyển đổi thành một máy bay tìm kiếm.
- Jaguar International: Phiên bản xuất khẩu dựa vào Jaguar S hoặc Jaguar B.
  - Jaguar ES: Phiên bản xuất khẩu của Jaguar S cho Không quân Ecuador, 10 chiếc được chế tạo.
  - Jaguar EB: Phiên bản xuất khẩu của Jaguar B cho Không quân Ecuador, 2 chiếc được chế tạo.
  - Jaguar OS: Phiên bản xuất khẩu của Jaguar S cho Không quân Hoàng gia Oman, 20 chiếc được chế tạo.
  - Jaguar OB: Phiên bản xuất khẩu của Jaguar B cho Không quân Hoàng gia Oman, 4 chiếc được chế tạo.
  - Jaguar IS: Phiên bản tiêm kích/cường kích, tấn công chiến thuật mọi thời tiết có một chỗ ngồi cho Không quân Ấn Độ, 35 chiếc được chế tạo bởi BAe và 60 chiếc bởi HAL.
  - Jaguar IT: Phiên bản huấn luyện hai chỗ cho Không quân Ấn Độ, 5 chiếc được chế tạo bởi BAe và 10 chiếc bởi HAL.
  - Jaguar IM: Phiên bản chống tàu một chỗ cho Không quân Ấn Độ. Trang bị radar Agave và có khả năng mang tên lửa chống tàu Sea Eagle, 12 chiếc được chế tạo.
  - Jaguar SN: Phiên bản xuất khẩu của Jaguar S cho Không quân Nigeria, 13 chiếc được chế tạo.
  - Jaguar BN: Phiên bản xuất khẩu của Jaguar B cho Không quân Nigeria, 5 chiếc được chế tạo.

## Các quốc gia sử dụng
.
 Ecuador
- Không quân Ecuador

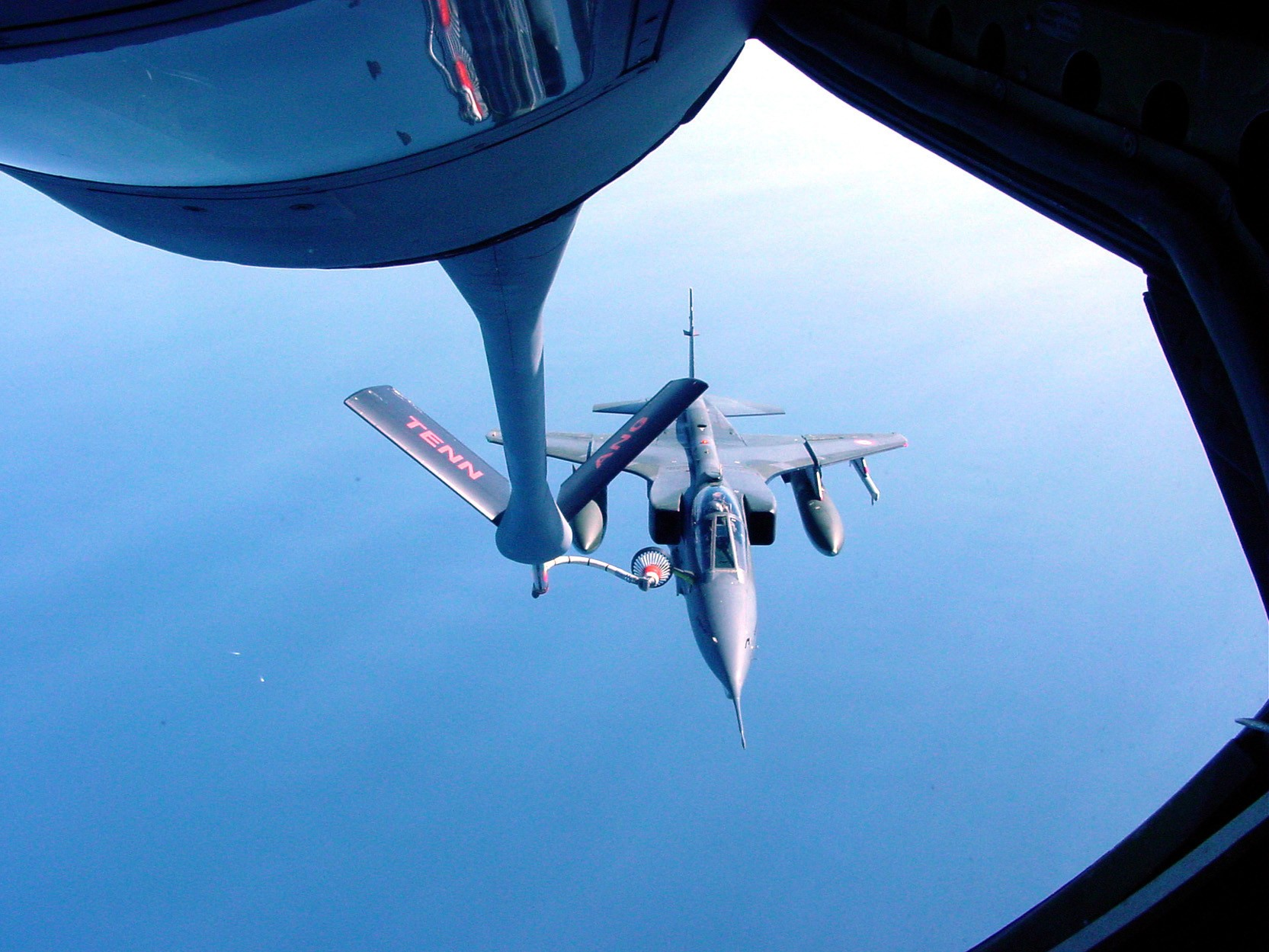
Jaguar tiếp dầu trên không

  - Escuadron de Combate 2111 'Aguilas' (Eagles)

 Pháp
- Armée de l'Air - tất cả đều không còn hoạt động
  - Escadron de Chasse 1/7 'Provence' at St Dizier
  - Escadron de Chasse 2/7 'Argonne' at St Dizier
  - Escadron de Chasse 3/7 'Languedoc' at St Dizier
  - Escadron de Chasse 4/7 'Limousin' at St Dizier
  - Escadron de Chasse 1/11 'Roussillon' at Toul
  - Escadron de Chasse 2/11 'Vosges' at Toul
  - Escadron de Chasse 3/11 'Corse' at Toul
  - Escadron de Chasse 4/11 'Jura' at Toul
  - Escadron de Chasse 3/3 'Ardennes' at Mérignac

 Ấn Độ
- Không quân Ấn Độ
  - Phi đội số 5 IAF 'Tuskers', IAF Ambala (Jaguar IS, IB Navwass, later DARIN II) từ tháng 8 năm 1981
  - Phi đội số 6 IAF 'Dragons', IAF Jamnagar (Jaguar IM, IS, IB, DARIN II) từ năm 1987
  - Phi đội số 14 IAF 'Bulls', IAF Ambala (Jaguar IS, IB Navwass, later DARIN II) tháng 3 năm 1981
  - Phi đội số 16 IAF 'Rattlers', IAF Gorakhpur (Jaguar IS, IB DARIN) tháng 10 năm 1986
  - Phi đội số 27 IAF 'Flaming Arrows', IAF Gorakhpur (Jaguar IS, IB DARIN) tháng 6 năm 1985
  - Một số phi đội khác thích hợp để sử dụng với máy bay mới hiện đang sản xuất

 Nigeria
- Không quân Nigeria (13 Jaguar SN & 5 Jaguar BN)

 Oman
- Không quân Hoàng gia Oman (20 Jaguar OS & 4 Jaguar OB)

 Anh Quốc
- Không quân Hoàng gia Anh - Former users
  - Phi đội số 2 tại căn cứ RAF Laarbruch (tấn công/trinh sát)
  - Phi đội số 6 tại căn cứ RAF Coltishall, later RAF Coningsby(tấn công)
  - Phi đội số 14 tại căn cứ RAF Bruggen (tấn công)
  - Phi đội số 16 (Dự trữ) tại căn cứ RAF Lossiemouth, later Coltishall (OCU)
  - Phi đội số XVIIuadron tại căn cứ RAF Bruggen (tấn công)
  - Phi đội số 20 tại căn cứ RAF Bruggen (tấn công)
  - Phi đội số 31 tại căn cứ RAF Bruggen (tấn công)
  - Phi đội số 41 tại căn cứ RAF Coltishall (trinh sát/tấn công)
  - Phi đội số 54 tại căn cứ RAF Coltishall (tấn công)
  - Đơn vị chuyển đổi hoạt động số 226 tại căn cứ RAF Lossiemouth (OCU)
  - Đơn vị chuyển đội Jaguar tại căn cứ RAF Lossiemouth (ban đầu thuộc OCU)
- Trường sát hạch phi công Đế chế

## Thông số kỹ thuật (Jaguar A)

### Đặc điểm riêng
- Phi đoàn: 1
- Chiều dài: 16.83 m (55 ft 3 in)
- Sải cánh: 8.69 m (28 ft 6 in)
- Chiều cao: 4.92 m (16 ft 1 in)
- Diện tích cánh: 24 m² (258 ft²)
- Trọng lượng rỗng: 7.000 kg (15.400 lb)
- Trọng lượng cất cánh: 11.000 kg (24.250 lb)
- Trọng lượng cất cánh tối đa: 15.700 kg (34.600 lb)
- Động cơ: 2× động cơ phản lực Rolls-Royce/Turbomeca Adour Mk 102, 32.5 kN (7.305 lbf) mỗi chiếc

### Hiệu suất bay
- Vận tốc cực đại: 1.593 km/h hay 1055 dặm/h (Mach 1.6)
- Tầm bay: 535 km-chiến đấu, 3.525 km-tuần tiễu (335 mi / 2.190 mi)
- Trần bay: 14.000 m (46.000 ft)
- Vận tốc lên cao: m/s (ft/min)
- Lực nâng của cánh: kg/m² (lb/ft²)
- Lực đẩy/trọng lượng: 0.60

### Vũ khí
- 2x pháo ADEN 30 mm hoặc pháo DEFA với 150 viên đạn mỗi khẩu
- 5 giá treo dưới cánh mang được 4.500 kg (10.000 lb) vũ khí
- Tùy chọn cho 2 tên lửa Matra R550 Magic hoặc AIM-9 Sidewinder trên các giá treo (chỉ trên những chiếc Jaguar International và RAF Jaguar)
- Rocket LAU-5003B/A CRV-7
- Thiết bị kết nối trinh sát

## Thao khảo
1. ↑  Cohen and Dasgupta 2010, p. 83.
2. ↑  RAF News - RAF Jaguars leave service after 33 years

## Nội dung liên quan

### Máy bay có tính năng tương đương
- A-7 Corsair
- Mikoyan MiG-27
- Mitsubishi F-1
- Soko J-22 Orao

### Danh sách
- Danh sách máy bay quân sự đang hoạt động của Vương quốc Anh